# Eleição municipal de Marabá em 2012
A eleição municipal de 2012 em Marabá, assim como nas demais cidades brasileiras, ocorreu no dia 7 de outubro de 2012 e elegeu o prefeito, o vice-prefeito da cidade e os membros da Câmara de Vereadores, nesta cidade, foram eleitos 21 vereadores. O então prefeito Maurino Magalhães de Lima, do PR concorreu à reeleição, porém não obteve êxito. Houve um total de cinco candidatos para prefeito. O vencedor foi o então deputado estadual João Salame Neto, do PPS.

## Candidatos
| Nº | Candidato         | Partido | Vice-candidato            | Coligação |
| -- | ----------------- | ------- | ------------------------- | --- |
| 44 | César do Comércio | PRP     | Thais Rodrigues (PRP)     | Partido não coligado |
| 23 | João Salame       | PPS     | Luiz Carlos Pies (PT)     | Mudança pra Valer Partido Socialista Brasileiro (PSB) Partido dos Trabalhadores (PT) Partido do Movimento Democrático Brasileiro (PMDB) Partido Democrático Trabalhista (PDT) Partido Verde (PV) Partido Humanista da Solidariedade Partido Social Liberal (PSL)                                                    |
| 50 | Manoel Rodrigues  | PSOL    | Ribamar Ribeiro Jr (PSOL) | Frente de Esquerda Partido Socialismo e Liberdade (PSOL) Partido Socialista dos Trabalhadores Unificados (PSTU) |
| 22 | Maurino Magalhães | PR      | Edna Lusia Costa (PSC)    | A Marabá que queremos Partido da República (PR) Democratas (DEM) Partido Progressista (PP) Partido Social Cristão (PSC) Partido Trabalhista do Brasil (PTdoB) |
| 14 | Tião Miranda      | PTB     | Adaílton Dias Sá (PSDB)   | Trabalho e Compromisso por Marabá Partido Trabalhista Brasileiro (PTB) Partido da Social Democracia Brasileira (PSDB) Partido Social Democrático (PSD) Partido Socialista Brasileiro (PSB) Partido Republicano Brasileiro (PRB) Partido Renovador Trabalhista Brasileiro (PRTB) Partido Comunista do Brasil (PCdoB) |

## Resultados

### Prefeito
Resultado das eleições para prefeito de Marabá. 100,00% apurado.
| Candidato(a)            | Vice                      | 1º Turno 7 de outubro de 2012 | 1º Turno 7 de outubro de 2012 |
| Candidato(a)            | Vice                      | Votação                       | Votação                       |
| Porcentagem             | Total                     | Porcentagem                   | Total                         |
| ----------------------- | ------------------------- | ----------------------------- | ----------------------------- |
| João Salame (PPS)       | Luís Carlos Pies (PT)     | 56,71%                        | 56.392                        |
| Tião Miranda (PTB)      | Adaílton Dias Sá (PSDB)   | 41,14%                        | 40.904                        |
| César do Comércio (PRP) | Thais Rodrigues (PRP)     | 1,23%                         | 1.226                         |
| Manoel Rodrigues (PSOL) | Ribamar Ribeiro Jr (PSOL) | 0,92%                         | 912                           |
| Maurino Magalhães (PR)  | Edna Lusia Costa (PSC)    | 0,00%                         | 0                             |
| Total de votos válidos  | Total de votos válidos    | 85,72%                        | 99.434                        |
| Votos em branco         | Votos em branco           | 1,27%                         | 1.473                         |
| Votos nulos             | Votos nulos               | 13,01%                        | 15.095                        |
| Total                   | Total                     | 80,42%                        | 116.002                       |
| Abstenções              | Abstenções                | 19,58%                        | 28.246                        |
| Votos apurados          | Votos apurados            | 100,00 %                      | 116.002                       |
| Total de eleitores      | Total de eleitores        | 100,00 %                      | 116.002                       |

| Partido | Partido | Candidato         | Votos  | Votos (%) |
| ------- | ------- | ----------------- | ------ | --------- |
|         | PPS     | João Salame       | 56 392 | 56,71%    |
|         | PTB     | Tião Miranda      | 40 904 | 41,14%    |
|         | PRP     | César do Comércio | 1 226  | 1,23%     |
|         | PSOL    | Manoel Rodrigues  | 912    | 0,92%     |
|         | PR      | Maurino Magalhães | 0      | 0%        |
| Totais  | Totais  | Totais            | 99 434 |           |
| Fonte:  |         |                   |        |           |

### Vereador
| Candidato                | Partido | Resultado |
| ------------------------ | ------- | --------- |
| Nagib Mutran             | PMDB    | 2,11%     |
| Miguelito                | PP      | 2,07%     |
| Júlia Rosa               | PDT     | 1,95%     |
| Pedrinho Corrêa          | PTB     | 1,77%     |
| Adelmo do Sindicato      | PTB     | 1,57%     |
| Alécio da Palmiteira     | PSB     | 1,41%     |
| Coronel Araújo           | PR      | 1,40%     |
| Leodato Marques          | PP      | 1,38%     |
| Sidney                   | PSDB    | 1,36%     |
| Beto Miranda             | PSDB    | 1,26%     |
| João Hiran da Madeireira | PPS     | 1,22%     |
| Toinha                   | PT      | 1,17%     |
| Pedro Souza              | PPS     | 1,12%     |
| Ronaldo Yara             | PTB     | 1,11%     |
| Vanda                    | PSD     | 1,05%     |
| Gerson do Badeco         | PHS     | 1,05%     |
| Orlando Elias            | PMDB    | 1,04%     |
| Ubirajara                | PPS     | 1,03%     |
| Irmã Nazaré              | PSDB    | 0,97%     |
| Irismar                  | PR      | 0,92%     |
| Elói Pinheiro            | PRB     | 0,73%     |